# Dumplachter
Die (auch das laut Duden) Dumplachter war ein Längenmaß in böhmischen Bergwerken. So sollte die Stollenhöhe eine Dumplachter betragen.
- 1 Dumplachter = 1053 Pariser Linien = 2376 Millimeter
- 1 Dumplachter = 4 Ellen (Prager)